# Kaładżuch
Kaładżuch (ros. Каладжух) – wieś w Rosji, w Dagestanie, w rejonie dokuzparyńskim. W 2010 liczyła 1758 mieszkańców, głównie Lezginów.